# Copa del Rey de fútbol 1923
La Copa del Rey de Fútbol 1923 fue la edición vigésimo primera del Campeonato de España. Se proclamó campeón el Athletic Club en el campo de Les Corts de Barcelona el 13 de mayo de 1923.

## Equipos clasificados
Participaron en esta edición de la Copa los ganadores de los ocho torneos regionales que se disputaron en España durante la temporada 1922-23. No participaron los campeones de Cantabria y Aragón, ya que ambos torneos todavía no estaban reconocidos oficialmente por la Real Federación Española de Fútbol. Dos equipos debutaron este año en la Copa del Rey: el Club Deportivo Europa y el Valencia Fútbol Club.
|  | Campeonato                      |                                 | Representante           |  |
|  | Campeonato Regional de Asturias | Campeonato Regional de Asturias | Real Sporting de Gijón  |  |
|  | Campeonato de Cataluña          | Campeonato de Cataluña          | Club Deportivo Europa   |  |
|  | Campeonato Regional Centro      | Campeonato Regional Centro      | Real Madrid Fútbol Club |  |
|  | Campeonato de Galicia           | Campeonato de Galicia           | Real Vigo Sporting Club |  |
|  | Campeonato de Guipúzcoa         | Campeonato de Guipúzcoa         | Real Sociedad de Fútbol |  |
|  | Campeonato Regional de Vizcaya  | Campeonato Regional de Vizcaya  | Athletic Club           |  |
|  | Campeonato Regional de Levante  | Campeonato Regional de Levante  | Valencia Fútbol Club    |  |
|  | Copa de Andalucía               | Copa de Andalucía               | Sevilla Fútbol Club     |  |

## Fase final
Consistente en dos rondas a doble partido con los enfrentamientos decididos por sorteo. En caso de quedar empatados a victorias, se jugaba un partido de desempate en campo neutral. Los dos últimos contendientes se enfrentaron en la final a partido único en campo neutral.
|  | Cuartos de final         | Cuartos de final         | Cuartos de final         |   |               | Semifinales      | Semifinales      | Semifinales      |  |  | Final                                     | Final                                     | Final                                     |
|  | 25 de marzo y 8 de abril | 25 de marzo y 8 de abril | 25 de marzo y 8 de abril |   |               | 22 y 29 de abril | 22 y 29 de abril | 22 y 29 de abril |  |  | 13 de mayo, Campo de Les Corts, Barcelona | 13 de mayo, Campo de Les Corts, Barcelona | 13 de mayo, Campo de Les Corts, Barcelona |
|  |                          |                          |                          |   |               |                  |                  |                  |  |  |                                           |                                           |                                           |
|  | Vigo Sporting            | 3                        | 0                        |   |               |                  |                  |                  |  |  |                                           |                                           |                                           |
|  | Real Sociedad            | 1                        | 3                        |   |               |                  |                  |                  |  |  |                                           |                                           |                                           |
|  | Real Sociedad            | 1                        | 3                        |   | Real Sociedad | 0                | 0                |                  |  |  |                                           |                                           |                                           |
|  |                          |                          |                          |   | Real Sociedad | 0                | 0                |                  |  |  |                                           |                                           |                                           |
|  |                          | Athletic Club            | 0                        | 2 |               |                  |                  |                  |  |  |                                           |                                           |                                           |
|  | Real Madrid              | Athletic Club            | 0                        | 2 | 1             | 0                |                  |                  |  |  |                                           |                                           |                                           |
|  | Real Madrid              |                          |                          |   | 1             | 0                |                  |                  |  |  |                                           |                                           |                                           |
|  | Athletic Club            | 3                        | 5                        |   |               |                  |                  |                  |  |  |                                           |                                           |                                           |
|  |                          |                          |                          |   |               |                  |                  |                  |  |  | Athletic Club                             | 1                                         |                                           |
|  |                          |                          | CD Europa                | 0 |               |                  |                  |                  |  |  |                                           |                                           |                                           |
|  | CD Europa                | 4                        | 2                        |   |               |                  |                  |                  |  |  |                                           |                                           |                                           |
|  | Sevilla FC               | 0                        | 1                        |   |               |                  |                  |                  |  |  |                                           |                                           |                                           |
|  | Sevilla FC               | 0                        | 1                        |   | CD Europa     | 3                | 2                |                  |  |  |                                           |                                           |                                           |
|  |                          |                          |                          |   | CD Europa     | 3                | 2                |                  |  |  |                                           |                                           |                                           |
|  |                          | Sporting de Gijón        | 2                        | 1 |               |                  |                  |                  |  |  |                                           |                                           |                                           |
|  | Valencia FC              | Sporting de Gijón        | 2                        | 1 | 1             | 1                |                  |                  |  |  |                                           |                                           |                                           |
|  | Valencia FC              |                          |                          |   | 1             | 1                |                  |                  |  |  |                                           |                                           |                                           |
|  | Sporting de Gijón        | 0                        | 6                        |   |               |                  |                  |                  |  |  |                                           |                                           |                                           |

### Cuartos de final
Los cuartos de final se jugaron a doble partido el 25 de marzo y el 8 de abril. La única excepción a esto fue el partido de vuelta entre Vigo Sporting y Real Sociedad que fue jugado el 13 de abril. Tras la conclusión de los partidos de ida y vuelta, hubo dos eliminatorias que quedaron empatadas a una victoria para cada equipo. Una de ellas fue la mencionada antes y la otra era la que enfrentaba al Valencia y al Sporting de Gijón. Por ello se jugaron partidos de desempate en Oviedo el 11 de abril, el cual dio el pase a semifinales al Sporting; y el 15 de abril en San Sebastián el cual se resolvió favorablemente para la Real Sociedad.
| Equipo local ida | Equipo visitante ida | Ida   | Vuelta | Desempate |
| ---------------- | -------------------- | ----- | ------ | --------- |
| Real Madrid      | Athletic Club        | 1 - 3 | 0 - 5  |           |
| Vigo Sporting    | Real Sociedad        | 3 - 1 | 0 - 3  | 1 - 4     |
| Valencia CF      | Sporting de Gijón    | 1 - 0 | 1 - 6  | 0 - 2     |
| CD Europa        | Sevilla FC           | 4 - 0 | 2 - 1  |           |

### Semifinales
Disputadas a doble partido a finales de abril, concretamente los días 22 y 29, no hubo en ellas necesidad de jugarse ningún desempate. Por una parte el Athletic se deshizo de sus vecinos donostiarras con una victoria en San Mamés que le daba el pase después de que la ida lo dejara todo en el aire. La otra semifinal fue controlada más claramente por un Europa que ganó los dos partidos de la eliminatoria frente al Sporting de Gijón y que se perfilaba como serio aspirante al título aún a pesar de ser un debutante en el torneo.
| Equipo local ida | Equipo visitante ida | Ida   | Vuelta |
| ---------------- | -------------------- | ----- | ------ |
| Real Sociedad    | Athletic Club        | 0 - 0 | 0 - 2  |
| CD Europa        | Sporting de Gijón    | 3 - 2 | 2 - 1  |

### Final
La final se disputó en Barcelona y se caracterizó por su juego cerrado y poco brillante. El único tanto del encuentro fue conseguido por los vizcaínos en la primera mitad después de un error en la zaga «europeísta». De ahí hasta el final el partido fue dominado por un Europa voluntarioso y dominador pero poco acertado de cara al gol.
| 1  | PO | Manuel Vidal           |  |
| 2  | DF | Alberto Duñabeitia     |  |
| 3  | DF | Ángel María Rousse     |  |
| 4  | MC | Sabino Bilbao          |  |
| 5  | MC | Jesús Larraza          |  |
| 6  | MC | José Domingo Legarreta |  |
| 7  | DE | Germán Echevarría      |  |
| 8  | DE | Félix Sesúmaga         |  |
| 9  | DE | Manuel López, Travieso |  |
| 10 | DE | Carmelo Goyenechea     |  |
| 11 | DE | Domingo Gómez-Acedo    |  |
| DT | DT | Fred Pentland          |  |

| 1  | PO | Juan Bordoy       |  |  |
| 2  | DF | Pedro Serra       |  |  |
| 3  | DF | Camilo Vidal      |  |  |
| 4  | MC | Javier Bonet      |  |  |
| 5  | MC | Estebán Pelaó     |  |  |
| 6  | MC | Francisco Artisús |  |  |
| 7  | DE | Juan Pellicer     |  |  |
| 8  | DE | José Juliá        |  |  |
| 9  | DE | Manuel Cros       |  |  |
| 10 | DE | Juan Olivella     |  |  |
| 11 | DE | Antonio Alcázar   |  |  |
| DT | DT | Ralph Kirby       |  |  |

|  | 29' | Travieso | 1-0 |

| Árbitro:        | Rasero  |
| Jueces de línea | Colina  |
| Jueces de línea | Sampere |
| Jueces de goal  | Peris   |
| Jueces de goal  | Mariné  |
| Reporte         |         |

| 1  | PO | Manuel Vidal           |  |
| 2  | DF | Alberto Duñabeitia     |  |
| 3  | DF | Ángel María Rousse     |  |
| 4  | MC | Sabino Bilbao          |  |
| 5  | MC | Jesús Larraza          |  |
| 6  | MC | José Domingo Legarreta |  |
| 7  | DE | Germán Echevarría      |  |
| 8  | DE | Félix Sesúmaga         |  |
| 9  | DE | Manuel López, Travieso |  |
| 10 | DE | Carmelo Goyenechea     |  |
| 11 | DE | Domingo Gómez-Acedo    |  |
| DT | DT | Fred Pentland          |  |

| 1  | PO | Juan Bordoy       |  |  |
| 2  | DF | Pedro Serra       |  |  |
| 3  | DF | Camilo Vidal      |  |  |
| 4  | MC | Javier Bonet      |  |  |
| 5  | MC | Estebán Pelaó     |  |  |
| 6  | MC | Francisco Artisús |  |  |
| 7  | DE | Juan Pellicer     |  |  |
| 8  | DE | José Juliá        |  |  |
| 9  | DE | Manuel Cros       |  |  |
| 10 | DE | Juan Olivella     |  |  |
| 11 | DE | Antonio Alcázar   |  |  |
| DT | DT | Ralph Kirby       |  |  |

|  | 29' | Travieso | 1-0 |

| Árbitro:        | Rasero  |
| Jueces de línea | Colina  |
| Jueces de línea | Sampere |
| Jueces de goal  | Peris   |
| Jueces de goal  | Mariné  |
| Reporte         |         |

|                       |
| Campeón ATHLETIC CLUB |
| Noveno título         |